# Jungfruholmen, Salo
Jungfruholmen är en ö i Finland. Den ligger i Skärgårdshavet och i kommunen Salo i den ekonomiska regionen  Salo i landskapet Egentliga Finland, i den sydvästra delen av landet. Ön ligger omkring 56 kilometer sydöst om Åbo och omkring 120 kilometer väster om Helsingfors.
Öns area är 3,1 hektar och dess största längd är 350 meter i sydväst-nordöstlig riktning. Jungfruholmen ligger söder om Ramsö vid Skataströmmen.